# Viktor Viktorovici Bobinin
Viktor Viktorovici Bobinin (în rusă Виктор Викторович Бобынин, n. 1849 - d. 1919) a fost un matematician rus, unul dintre primii istorici ai acestei științe în Rusia.
În 1872 este absolvent al Universității din Moscova, fiind profesor de matematică pe la diverse școli secundare.
Începând cu anul 1882, începe cercetăril în istoria matematicii la Universitatea din Moscova și militează pentru răspândirea în masă a acestei științe.
A fondat revista Științele fizico-matematice, la care a fost redactor timp de zece ani.

## Scrieri
- Matematica în Egiptul antic (1882), în care a descris "papirusul de la Moscova", lucrare pentru care a primit titlul de magistru în matematică
- Schițe despre istoria dezvoltării științelor matematice în Rusia (1884)
- Istoria geometriei elementare (1908).

1. 1 2  Pedagogi i psihologi mira
2. ↑  Czech National Authority Database, accesat în 1 martie 2022